# TVR・グリフィス
グリフィス（Griffith）は、イギリスのTVRが開発したスポーツカーである。

## 初代（1963年～1965年）
北米におけるTVRのディーラー権を獲得したジャック・グリフィス率いるグリフィス・モーターズが、自らのファクトリーで製作したマシンがグリフィス誕生のきっかけとなった。当時（1960年代前半）はAC・コブラの成功によってアメリカンスポーツカーが流行しており、グリフィスもその影響を受けて誕生したものであった。
グランチュラ・マークIIIのシャーシをほとんど手を加えずにそのまま流用し、そこにフォード製4.7LV型8気筒OHVを搭載した。そのポテンシャルは高く、一番簡単なチューニングでも0-100km/h加速が約6秒、最高速度225km/hというものだった。しかしほとんど手を加えていないグランチュラのシャーシでは、操作性はかなり危険なものだったという。
TVRは、このマシンを「グリフィス200」という名称で1963年からモデルに加え、操作性を向上すべくシャーシの改良に着手した。1965年にグランチュラがマークIVにモデルチェンジすると、それをベースにした「グリフィス400」にモデルチェンジした。
しかしシャーシに改良を施したにもかかわらず、最後まで良好な操作性を確保できず、400の発表から1年も経たない1965年に生産を終了した。

## 2代目（1992年～2001年）
ピーター・ウィラーがTVR社長に就任して以来、TVRは次々に斬新的なニューモデルを発表していった。その中の1台として1992年に発表されたのが、新生グリフィスである。
鋼管チューブラーフレームにFRP製ボディをかぶせるという従来の様式はそのまま受け継ぎ、スタイルは2ドアのオープンスポーツとした。
エンジンはローバー・V8エンジンをFRレイアウトで搭載。最初の頃は排気量は4.0L程度だったが、次第にパワーが向上し、最終的には5.0Lまで向上した。さらに1tほどの軽量なボディと組み合わせることで、かなりスパルタンなマシンに仕上がっており、乗りこなすにはそれ相応の技術が必要なクルマである。
インテリアはレザーを使用しており、スパルタンなイメージとは裏腹にクラシカルな仕上がりとなっている。しかし、エアバッグなどの安全装備は一切搭載していない。テールランプはオペル・ベクトラAからの流用品である。
グレードは275PSの4.0Lエンジンを搭載する「ブラックプールB275」と340PSの5.0Lエンジンを搭載する「ブラックプールB340」の2種類だったが、その後320PSの5.0Lエンジンを搭載する「500」のみになった。（4.3Ｌも存在した）
日本国内でもグランツーリスモシリーズへの収録などもあって、知名度は高い。
2001年に生産終了。

## 3代目（2024年～）
2017年9月8日、グッドウッド・リバイバルにて新型グリフィスが発表された。TVR創立70周年を記念して開発されたモデルで、デザインは元ブラバム・マクラーレンのデザイナーとして知られるゴードン・マレーの事務所が担当している。
エンジンはフォード製の5.0L V型8気筒にコスワースがチューニングを施したものが搭載され、最高出力は500 PS以上、0-60 mph加速は4秒未満というスペックを誇る。最高速は322 km/h以上とアナウンスされている。
足回りは前後にダブルウィッシュボーン式サスペンションを採用、シャーシは鋼管フレームにカーボンパネルで補強がなされており、高い剛性と軽量化を両立している。
従来のTVR車は安全装備や電子デバイスを一切装備しないことで知られていたが、新型グリフィスでは高出力と安定性を両立するべく、パワーステアリング、ABS、TCSが標準装備となっている。
車体の各部にカーボンファイバー製部品を多用することで軽量化を実現し、車重は1250 kg未満に抑えられ、前後で50：50という理想的な重量配分を実現した。
2019年に第一陣としてLaunch Edition（LE）が500台限定で発売された。しかし、生産工場の操業開始が遅れており、当初予定されていた2020年内の販売開始にも遅れが生じている。
2022年7月、2024年からグリフィスの量産を本格的に開始し、それに続いてEV仕様のグリフィスも発売する計画を発表した。しかし2023年末時点でも量産開始の見込みが立っておらず、2023年12月にはグリフィスを生産する予定だったブライナイ・グエントの工場用地の権利を失った。